# Manhattangambiet
Het Manhattangambiet is in de opening van een schaakpartij een variant in de Hollandse opening. Het begint met de zetten:
1. d4 f5 (het Hollands)
2. Dd3 d5
3. g4

Als zwart het gambiet aanneemt, 3. ...fxg4, antwoordt wit meestal met 4.h3 met als doel een snelle ontwikkeling op de open koningsvleugel.